# Упадок древнеегипетской религии
Упадок местных религиозных практик в Древнем Египте в значительной степени объясняется распространением христианства в Египте и его строгой монотеистической природой, не допускающей синкретизма, наблюдаемого между древнеегипетской религией и другими политеистическими религиями, такими как религия римлян. Хотя религиозные практики в Египте оставались относительно постоянными, несмотря на контакты с большим средиземноморским миром, например, с ассирийцами, персами, греками и римлянами, христианство напрямую конкурировало с местной религией. Ещё до узаконившего христианство в Римской империи Миланского эдикта 313 г. н. э. Египет стал ранним центром христианства, особенно в Александрии, где большую часть своей жизни прожили многие влиятельные христианские писатели древности, такие как Ориген и Климент Александрийский. Исконная египетская религия, возможно, оказала небольшое сопротивление проникновению христианства в провинции.

## Предыстория

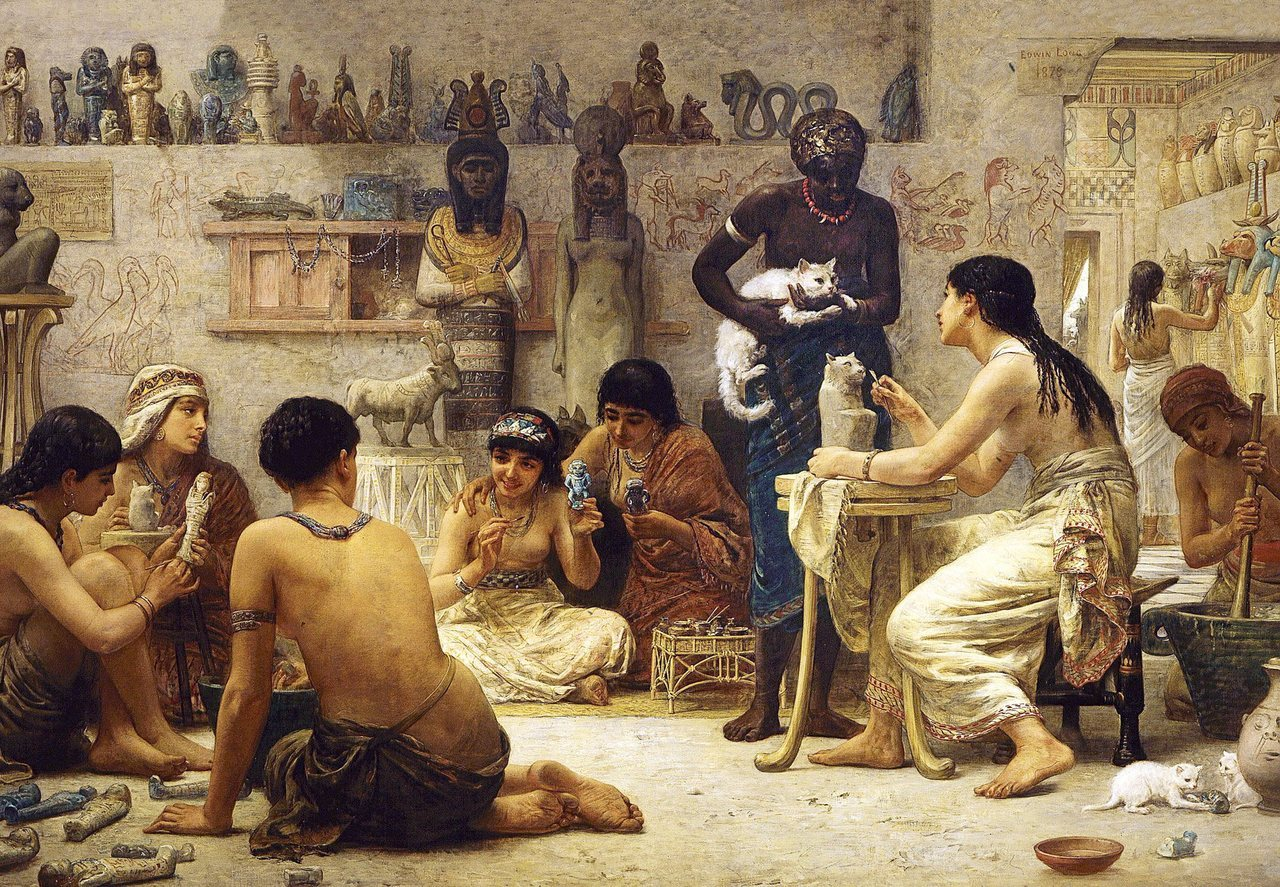
Эдвин Лонг. Боги и их создатели.

Египетская религия в эпоху фараонов уходит своими корнями в предысторию. В течение почти трех тысячелетий Египет в значительной степени ассимилировал любых завоевателей или захватчиков из-за пределов страны. Пришедшие извне правители, вроде гиксосов, не оказали существенного влияния ни в генетическом, ни в культурном плане, а государственная поддержка египетской религии сделала её практически стабильной на протяжении всей древней истории страны. Определённые города и районы Египта обычно уделяли разное внимание разным богам, а большинство храмов были посвящены определённым богам. Такое поведение привело к тому, что египетская религия была названа скорее культовой системой, чем полностью однородной религией, но, несмотря на это, религия играла решающую роль в жизни каждого египтянина.

## История

### Поздний период

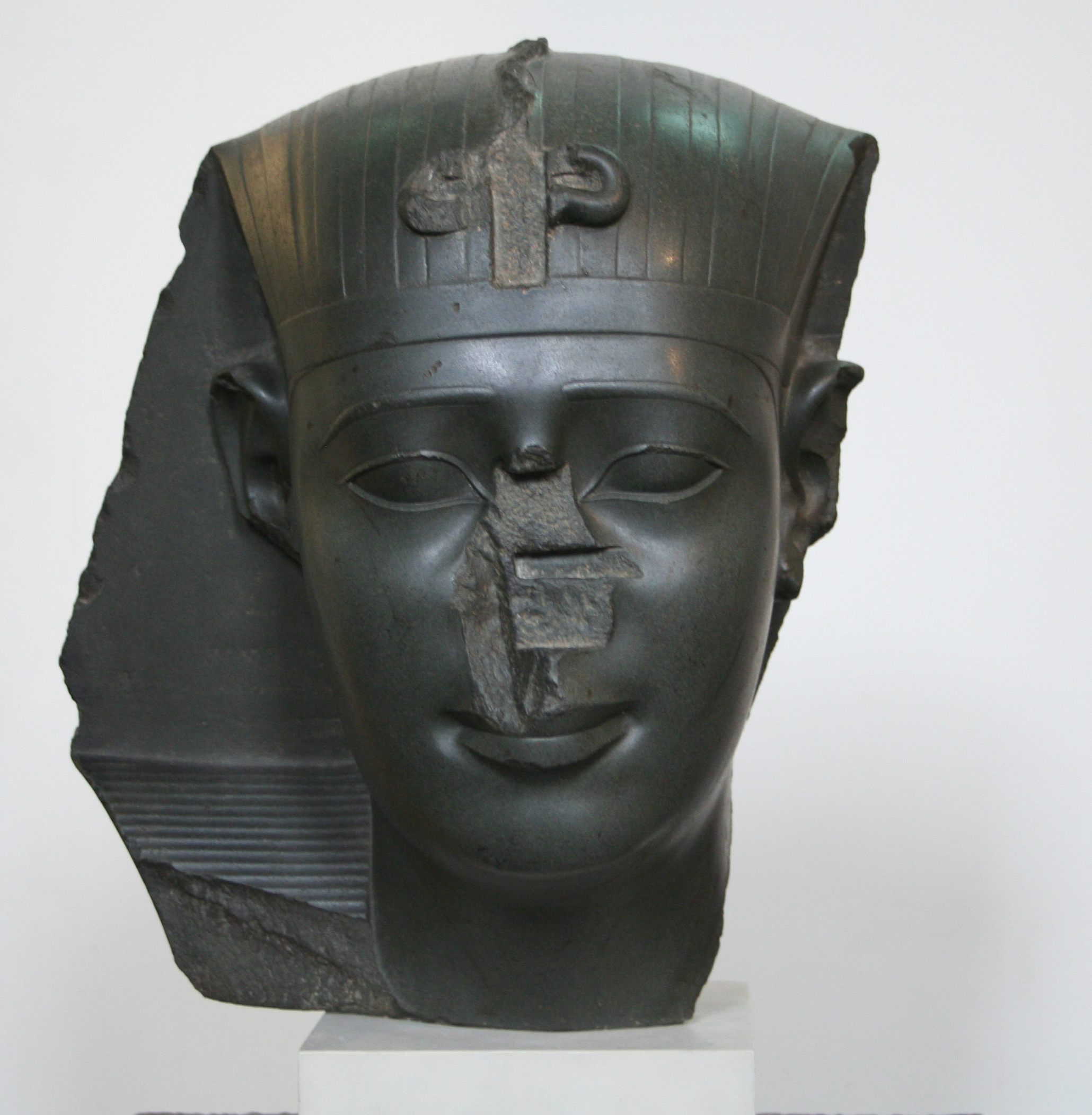
Нектанеб I.

Основание 26-й (Саисской) династии в 664 г. до н. э. традиционно считается началом позднего египетского периода. Эта эпоха, длившаяся с 664 г. до н. э. по 332 г. до н. э. (год низложение последнего фараона Нектанеба II), по-видимому, состояла из обновления египетской культуры, национализма и религии. Хотя Египет пережил два отдельных вторжения империи Ахеменидов, персидские правители вроде Камбиса II и Дария I, уважали египетскую культуру и религию и не предпринимали попыток подавить их. Хотя Геродот описывает персидское правление Египта как тираническое и деспотическое, и это частично подтверждается призывом египтян в персидскую армию и некоторым рабством со стороны персидских высших классов, религиозные обычаи особо не пострадали. Египетский адмирал Веджахор-Ресне, служивший под командованием Камбиса, пишет в своей автобиографии, что Камбиз уважал традиции и соблюдение религиозных обычаев в Египте. Когда Камбиз разместил гарнизон войск возле храма Нейт в Саисе, Веджахор-Ресне убедил царя переместить их, поскольку боги могли рассматривать их присутствие как святотатство.
30-я династия позволила египетской культуре, религии и искусству процветать. Основатель этой династии Нектанеб I стал опытным строителем. Он работал над храмами по всей стране и отвечает за начало строительства на месте Филе. Его внук, Нектанебо II (который сменил его после того, как возглавил военный переворот против назначенного преемника Тахоса), усовершенствовал это наследие и ещё больше утвердил династию. Последний Нектанеб был глубоко вовлечен в религию и с большим энтузиазмом относился к культам богов, а искусство под его правлением оставило заметный след в искусстве царства Птолемеев. Нектанеб, хотя, возможно, и был одним из наиболее компетентных египетских царей позднего периода, в конечном итоге не смог остановить многовековой упадок цивилизации. Египет будет снова завоеван персами при Артаксерксе III около 343 или 342 г. до н. э., а затем девять лет спустя Александром Македонским. Хотя свержение Нектанеба II представляет собой конец египетской автономии, более двух тысячелетий спустя конец местной гегемонии над Египтом никоим образом не может считаться концом древнеегипетской культуры в стране.

### Синкретизм с греческой и римской верами

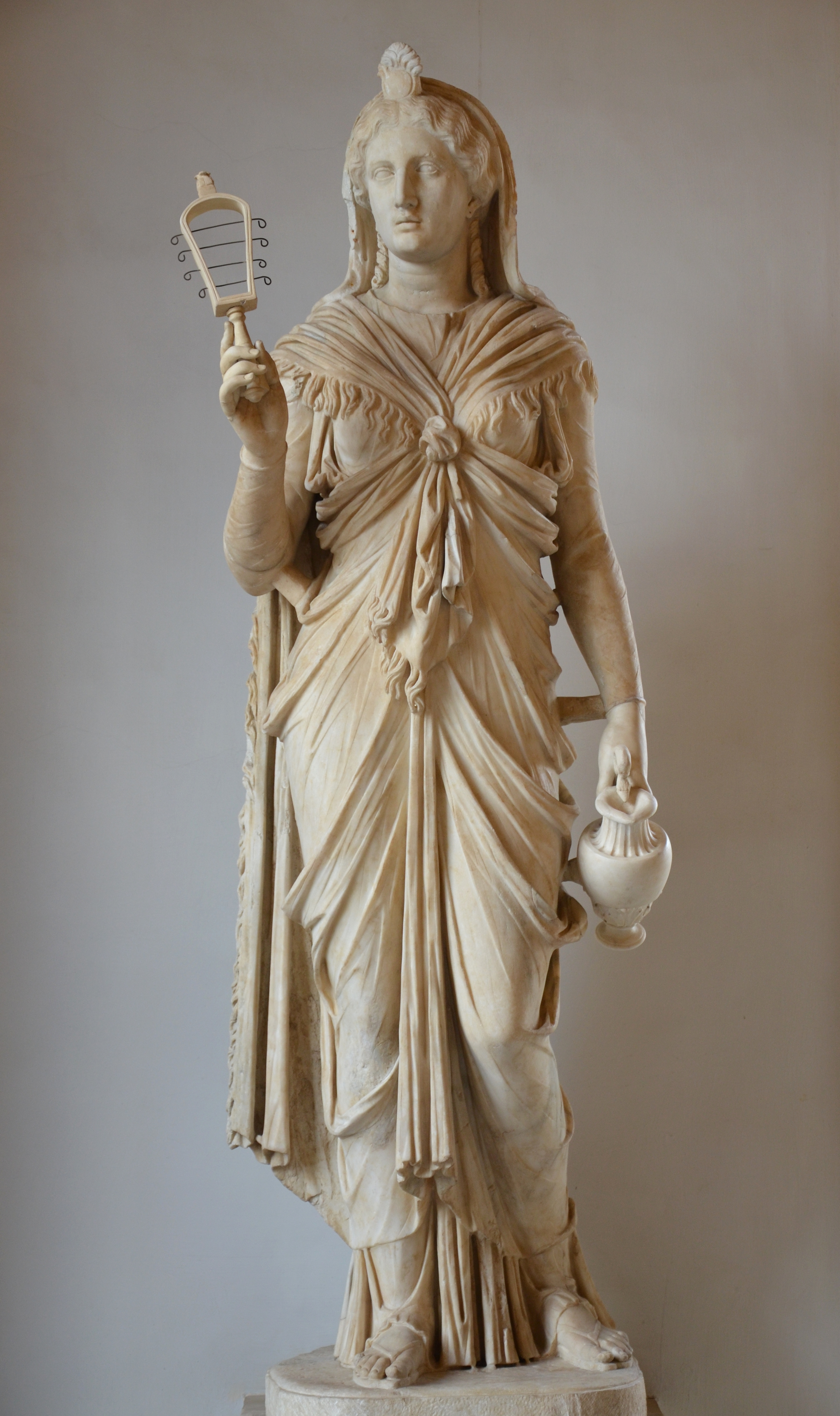
Римская статуя Исиды. Систр и ситула были добавлены в ходе реконструкции XVII века.

Египетская религия изначально соприкоснулась с греко-римским политеизмом, что привело скорее к синкретизму, чем к оппозиции. Культ Исиды распространился сначала в эллинистический мир в птолемеевский период после завоеваний Александра Македонского, а затем в Италию и Рим. Хотя Октавиан Август после победы над Клеопатрой и Марком Антонием и захвата Египта запретил статуи Исиды и Сераписа (ещё одного выдающегося бога птолемеевского Египта) в померии, египетские божества, тем не менее, постепенно вошли в римскую религию и считались императорами династия Флавиев как покровители их правления. Во II и III в. Исиде и Серапису поклонялись в большинстве городов даже в западной половине империи, хотя они, вероятно, не распространялись в сельской местности. Их храмы существуют от Пальмиры в Сирии до Лондиниума в Британии. Таким образом, египетская религия распространилась на религию римлян и пользовалась широким спектром поклонения по всему Средиземноморью. Несмотря на это, это межкультурное распространение почти наверняка включало модификацию (эллинизацию) местных египетских богов, чтобы они были более приемлемыми для новообращенных. Форма, которую Исида приняла у греков и римлян, объединила её египетские черты с греко-римскими идеями.

### Появление христианства
Самая большая и старейшая христианская церковь в Египте — Коптская православная церковь Александрии, приписывает свое основание около 42 г. н. э. Марку Евангелисту. Значительное количество евреев проживало в Египте и особенно в Александрии, причем их проживание в стране предшествовало первым христианам, возможно, на целых 600 лет. Ученые считают, что нисходящая социальная мобильность евреев в римском Египте сделала их более восприимчивыми к христианству. Во всяком случае, александрийское христианство с самого своего основания начало быстро расти. При епископе Димитрие Александрийском христианство распространилось по Египту вверх по Нилу и усилило свое влияние в более крупной церкви. Вплоть до Халкидонского собора в 451 году Александрия была наравне с Римом и Константинополем как влиятельный христианский город.

#### Гонения Диоклетиана
Император Диоклетиан рассматривал христианство как подрыв традиционной римской религии (и, следовательно, большую угрозу солидарности империи), поэтому он инициировал жестокое преследование христианства, чтобы попытаться обуздать его рост в империи. Хотя это был не первый указ императора против христианства, затронувший Египет (это был Септимий Север в 202 г. н. э., когда он распустил Александрийскую богословскую школу и запретил обращение в христианство), диоклетиановы гонения будут самыми острыми. В 303 году нашей эры Диоклетиан приказал разрушить все церкви, сжечь священные книги и поработить всех христиан, которые не были чиновниками. Этот указ действовал в течение трех лет, что привело к созданию системы датирования эпохи мучеников, позже созданной Александрийской церковью, но многие египетские христиане пережили преследования, потому что вместо этого их отправили работать в карьеры и шахты в качестве каторжных работ. Однако в целом гонения на христианство нигде в Империи не привели к прекращению его роста. Традиционная религия уже начала страдать, особенно в Египте, где Александрия была устоявшимся и оживленным центром религии.

### Упадок
Исконная египетская религия явно оказала существенное влияние на греко-римский политеизм; в самом Египте, однако, местная религия, вероятно, не испытывала особого влияния со стороны новых языческих правителей. Хотя Август построил в Египте новые храмы и отремонтировал существующие, религиозное участие римлян в провинции, по-видимому, достигло своего пика именно здесь. Более поздние императоры, возможно, делали то же самое в гораздо меньших масштабах, но по полному отсутствию участия после династии Антонинов очевидно, что египетская религия начала фрагментироваться и локализоваться после потери централизации, как это было при фараонах и эллинистических правителях Египта.
В то время как языческая религия греко-римского мира приняла влияние и интеграцию местных египетских божеств и практик в свою собственную традицию, христианство не было таким приемлемым. Строгий монотеизм последнего резко противоречил свободному синкретизму язычества. Местные христиане участвовали в кампаниях прозелитизма и иконоборчества, что ещё больше способствовало размыванию традиционной религии. В 333 году нашей эры количество египетских епископов оценивается чуть менее 100; христианизация самой Римской империи и указы христианских императоров в третьем и четвёртом веках нашей эры усугубили упадок, и последняя известная надпись в иероглифах (которых некоторые считают символом упадка самой религии из-за их тесных связей) датируется 394 годом нашей эры и известен как Надпись Исмет-Ахома. Он расположен в храме Исиды на острове Филах в Верхнем Египте, который считается одним из последних оставшихся мест поклонения исконно египетской религии. К этому времени египетская религия была в значительной степени ограничена югом страны и отдаленным, изолированным оазисом Сива на западе. В этом столетии также наблюдалось значительное распространение институционализированного христианства в Египте, но приверженность старой религии в меньшем, более локальном масштабе все ещё преобладала.  Храм был закрыт в 553 году византийским императором Юстинианом I,. Когда официальные храмы и религиозные сооружения по всему Египту пришли в упадок, религия постепенно исчезла.
Хотя имперские указы создавали негативную атмосферу по отношению к язычникам, сами по себе они в конечном итоге не оказали большого влияния на исчезновение местной религии. Губернаторы провинций часто обнаруживали, что соблюдение «антиязыческих» указов, таких как указы Феодосия I, было острым, особенно в нестабильных регионах, особенно в Египте. Хотя эти указы, несомненно, эффективны для сдерживания гражданской власти культов, местные деревенские и городские обычаи, по-видимому, сами по себе не затрагивались этими указами. Скорее, эрозия местной религии и, в конечном итоге, полное уничтожение могут быть приписаны священникам, епископам и монахам, которые неистовствовали в сельской местности, стремясь «искоренить демонов». Указ от 423 г. предписывал наказания христианам, которые нарушали дома (включая святыни) язычников, которые «жили тихо» и не нарушали закон.
Скорее, более уместно проследить упадок местной религии до состояния её инфраструктуры. В то время как Август и другие императоры первого и начала второго веков нашей эры строили в Египте, и их благосклонность засвидетельствована в храмах по всей стране, кризис третьего века демонстрирует гораздо меньшую имперскую активность в регионе и религии. Храмы в эту эпоху вошли в «состояние прогрессирующей руины», приходя в упадок:
Прекращение любого жизненного существования большинства деревенских храмов лишило образованных и уважаемых лидеров, которых долгое время обеспечивало жречество, и, несомненно, в значительной степени устранило ритуальные возможности, которые придавали деревне ощущение себя как сообщества.
 — Роджер Багналл, Religion in Roman Egypt: Assimilation and Resistanceр, p. 28.
Это вырождение языческих храмов в последний раз (в отличие от того, что было раньше, когда религиозная инфраструктура все ещё ремонтировалась или заменялась фараонами, птолемеями или ранними римскими правителями) представляет собой основную причину фрагментации исконной египетской религии в её более поздних формах. Из-за отсутствия личного присутствия центральной власти в лице императора, как это было с Августом и другими правителями первого века, которые сохранили религиозную инфраструктуру, египетская религия становилась все более и более локализованной. Религиозные лидеры постепенно теряли свой авторитет, что, вероятно, способствовало обращению в христианство одновременно и позже.
Тем не менее, в конце V века философ-неоплатоник Гереск, возможно, дядя или тесть Гораполлона, был похоронен по языческим обрядам.

## Наследие
Возможно, один из последних бастионов египетской религии, коптский язык пережил христианизацию, а затем и исламизацию страны и остался в основе своей сходным с языком Египта фараонов (хотя больше похож на позднеегипетский, чем на какой-либо другой этап, особенно грамматически), сохраняясь в течение более чем за тысячелетие до того, как к XVI веку он превратился в литургический язык. Коптский дал более поздним египтологам решающее понимание фонологии египетского языка, отчасти потому, что он не является абджадом и, таким образом, записывает гласные, в отличие от иероглифов и иератических.
Возможно, самым влиятельным и узнаваемым наследием египетской религии являются воздвигнутые в её честь на протяжении всей истории памятники. Храмы, статуи, всемирно известные пирамиды, Большой сфинкс и другие творения находились под сильным влиянием религии. В свою очередь, особый стиль древнеегипетской архитектуры дошёл до наших дней благодаря таким стилям, как египтизирующий стиль, а также интеграцию и адаптацию религиозных мотивов из Египта в западное искусство после кампании Наполеона в Египте.
Однако в поздней античности влияние египетской религии на другие религии было очевидным. И греки, и римляне считали Египет экзотикой и мистикой, и это увлечение страной и её религией привело к её распространению по Средиземноморью. Божества, такие как Исида и Бес, прошли через Средиземное море и Ближний Восток, а исследовательский взгляд на Египет породил некоторые греческие и римские эзотерические системы верований, например герметизм.
Интерес к египетской религии привел к попыткам обновления религии. Современное возрождение древнеегипетской религии известно как кеметизм, возникшее вместе с другими неоязыческими религиозными движениями в 1970-х годах.

## Вторичная литература
- Bagnall, Roger S. Egypt in Late Antiquity. — Princeton University Press, 1993. — ISBN 978-0-691-06986-9.
- From Temple to Church: Destruction and Renewal of Local Cultic Topography in Late Antiquity. — Brill, 2008. — ISBN 978-90-04-13141-5.
- The Archaeology of Late Antique 'Paganism'. — Brill, 2011. — ISBN 978-0-7546-3603-8.
- Myśliwiec, Karol. The Twilight of Ancient Egypt: 1st Millennium B.C.. — Ithaca, NY : Cornell University Press, 2000. — ISBN 978-0801486302.